# Major League Baseball 1959
Durante la stagione 1959 della Major League Baseball (MLB) si disputarono due All-Star Game: il primo ebbe luogo il 7 luglio al Forbes Field di Oakland e vide imporsi la squadra della National League 5-4, il secondo si svolse il 3 agosto al Los Angeles Memorial Coliseum e fu vinto dall'American League 5-3.
Le World Series 1959 si svolsero dal 1º all'8 ottobre e videro prevalere i Los Angeles Dodgers sui Chicago White Sox.

## Stagione regolare

### American League
| # | Squadra               | Vittorie | Sconfitte | Perc. | Diff. |
| - | --------------------- | -------- | --------- | ----- | ----- |
| 1 | Chicago White Sox     | 94       | 60        | .610  | -     |
| 2 | Cleveland Indians     | 89       | 65        | .578  | 5.0   |
| 3 | New York Yankees      | 79       | 75        | .513  | 15.0  |
| 4 | Detroit Tigers        | 76       | 78        | .494  | 18.0  |
| 5 | Boston Red Sox        | 75       | 79        | .487  | 19.0  |
| 6 | Baltimore Orioles     | 74       | 80        | .481  | 20.0  |
| 7 | Kansas City Athletics | 66       | 88        | .429  | 28.0  |
| 8 | Washington Senators   | 63       | 91        | .409  | 31.0  |

### National League
| # | Squadra               | Vittorie | Sconfitte | Perc. | Diff. |
| - | --------------------- | -------- | --------- | ----- | ----- |
| 1 | Los Angeles Dodgers   | 88       | 68        | .564  | -     |
| 2 | Milwaukee Braves      | 86       | 70        | .551  | 2.0   |
| 3 | San Francisco Giants  | 83       | 71        | .539  | 4.0   |
| 4 | Pittsburgh Pirates    | 78       | 76        | .506  | 9.0   |
| 5 | Chicago Cubs          | 74       | 80        | .481  | 13.0  |
| 5 | Cincinnati Redlegs    | 74       | 80        | .481  | 13.0  |
| 7 | St. Louis Cardinals   | 71       | 83        | .461  | 16.0  |
| 8 | Philadelphia Phillies | 64       | 90        | .416  | 23.0  |

### Record Individuali

#### American League
| Stat. | Giocatore                       | Squadra                               | Totale |
| ----- | ------------------------------- | ------------------------------------- | ------ |
| AVG   | Harvey Kuenn                    | Detroit Tigers                        | .353   |
| HR    | Harmon Killebrew Rocky Colavito | Washington Senators Cleveland Indians | 42     |
| RBI   | Jackie Jensen                   | Boston Red Sox                        | 112    |
| R     | Eddie Yost                      | Detroit Tigers                        | 115    |
| H     | Harvey Kuenn                    | Detroit Tigers                        | 198    |
| SB    | Luis Aparicio                   | Chicago White Sox                     | 56     |

| Stat. | Giocatore    | Squadra             | Totale |
| ----- | ------------ | ------------------- | ------ |
| W     | Early Wynn   | Chicago White Sox   | 22     |
| L     | Pedro Ramos  | Washington Senators | 19     |
| ERA   | Hoyt Wilhelm | Baltimore Orioles   | 2.19   |
| K     | Jim Bunning  | Detroit Tigers      | 201    |
| IP    | Early Wynn   | Chicago White Sox   | 255⅔   |
| SV    | Turk Lown    | Chicago White Sox   | 15     |

#### National League
| Stat. | Giocatore     | Squadra              | Totale |
| ----- | ------------- | -------------------- | ------ |
| AVG   | Hank Aaron    | Milwaukee Braves     | .355   |
| HR    | Eddie Mathews | Milwaukee Braves     | 46     |
| RBI   | Ernie Banks   | Chicago Cubs         | 143    |
| R     | Vada Pinson   | Cincinnati Redlegs   | 131    |
| H     | Hank Aaron    | Milwaukee Braves     | 223    |
| SB    | Willie Mays   | San Francisco Giants | 27     |

| Stat. | Giocatore                           | Squadra                               | Totale |
| ----- | ----------------------------------- | ------------------------------------- | ------ |
| W     | Sam Jones Lew Burdette Warren Spahn | San Francisco Giants Milwaukee Braves | 21     |
| L     | Bob Friend                          | Pittsburgh Pirates                    | 19     |
| ERA   | Sam Jones                           | San Francisco Giants                  | 2.82   |
| K     | Don Drysdale                        | Los Angeles Dodgers                   | 242    |
| IP    | Warren Spahn                        | Milwaukee Braves                      | 292.0  |
| SV    | Don McMahon Lindy McDaniel          | Milwaukee Braves St. Louis Cardinals  | 15     |

## Playoff

### World Series
| Data                                     | Squadra di casa     | Squadra ospite      | Ris.   |
| ---------------------------------------- | ------------------- | ------------------- | ------ |
| 01/10                                    | Chicago White Sox   | Los Angeles Dodgers | 11 - 0 |
| 02/10                                    | Chicago White Sox   | Los Angeles Dodgers | 3 - 4  |
| 04/10                                    | Los Angeles Dodgers | Chicago White Sox   | 3 - 1  |
| 05/10                                    | Los Angeles Dodgers | Chicago White Sox   | 5 - 4  |
| 06/10                                    | Los Angeles Dodgers | Chicago White Sox   | 0 - 1  |
| 08/10                                    | Chicago White Sox   | Los Angeles Dodgers | 3 - 9  |
| Los Angeles Dodgers vincono la serie 4-2 |                     |                     |        |

## Premi
- Miglior giocatore della Stagione

|    | Giocatore   | Squadra           |
| -- | ----------- | ----------------- |
| AL | Nellie Fox  | Chicago White Sox |
| NL | Ernie Banks | Chicago Cubs      |

- Rookie dell'anno

|    | Giocatore      | Squadra              |
| -- | -------------- | -------------------- |
| AL | Bob Allison    | Washington Senators  |
| NL | Willie McCovey | San Francisco Giants |

- Miglior giocatore delle World Series

| Giocatore    | Squadra             |
| ------------ | ------------------- |
| Larry Sherry | Los Angeles Dodgers |